# Фусу, Корина Ивановна
Корина Ивановна Фусу (рум. Corina Fusu; род. 4 сентября 1959, Кишинёв, Молдавская ССР, СССР) — молдавский политик, журналистка. Министр просвещения Республики Молдова с 30 июля 2015 по 20 января 2016 года в правительстве Стрельца и до 30 мая 2017 года в правительстве Филипа.

## Биография
Корина Фусу родилась 4 сентября 1959 года в Кишинёве. Член ULCT с 1973 года. После окончания столичной средней школы № 1 (1976) продолжила обучение на биологическом факультете Государственного университета Молдовы (1976—1981). Шесть лет спустя она начала свою карьеру журналиста. С 1987 по 1990 год она вела программу о традициях и фольклоре "Cântare Patriei" на "Телерадио-Молдова" и была членом Государственного комитета по радио и телевидению "Телерадио-Молдова".
Позже, в 1990—1999 годах, она была главным редактором и ведущей программы "Телематинал". С 1997 по 1999 год она была заместителем директора отдела "Новости ТВ" Телерадио-Молдова, а с 1999 по 2004 год — автором и ведущей программы на румынском и французском языках "La Francosphere", ведущей и специальным корреспондентом отдела "Новости ТВ" Телерадио-Молдова. В 1999 году она прошла стажировку на французском общественном телевидении "France 2" в отделе "Новости". В 2005-2006 годах он был продюсером новостей на телеканале "Евронова". С 2006 по 2009 год он был главным редактором портала Europa.md. Она была депутатом Парламента Республики Молдова с 2009 по 2015 год.